# Liste der Sprint-Sieger der Formel 1
Die Liste der Sprint-Sieger der Formel 1 listet alle Sieger von Sprintrennen der Formel-1-Weltmeisterschaft (bis 1980: Automobil-Weltmeisterschaft) seit der ersten Austragung dieses Formats in der Saison 2021 – nach Fahrern, Nationen, Konstrukteuren sowie Motorenherstellern getrennt – auf.

## Nach Fahrern
Neben der Anzahl der errungenen Sprint-Siege gibt die folgende Tabelle die im Verhältnis zu den Sprint-Teilnahmen stehende jeweilige Siegquote wieder. Darüber hinaus gibt sie sowohl den Zeitraum an, in welchem der jeweilige Fahrer bei Sprintevents (nicht zwingend durchgehend) aktiv war, wie auch einen Überblick über die Fabrikate, mit denen er jeweils die Sprint-Siege erzielte. Die Namen der für die Formel-1-Weltmeisterschaft 2025 unter Vertrag stehenden Fahrer sind grau hinterlegt.
Lewis Hamilton war beim Großen Preis von China am 22. März 2025 der insgesamt siebte Fahrer, der mindestens ein Formel-1-Sprintrennen gewann.
Seit seinem Sprint-Sieg beim Großen Preis von Österreich am 9. Juli 2022 ist Max Verstappen neuer Rekordhalter in dieser Statistik.

Fahrer mit den meisten Sprint-Siegen
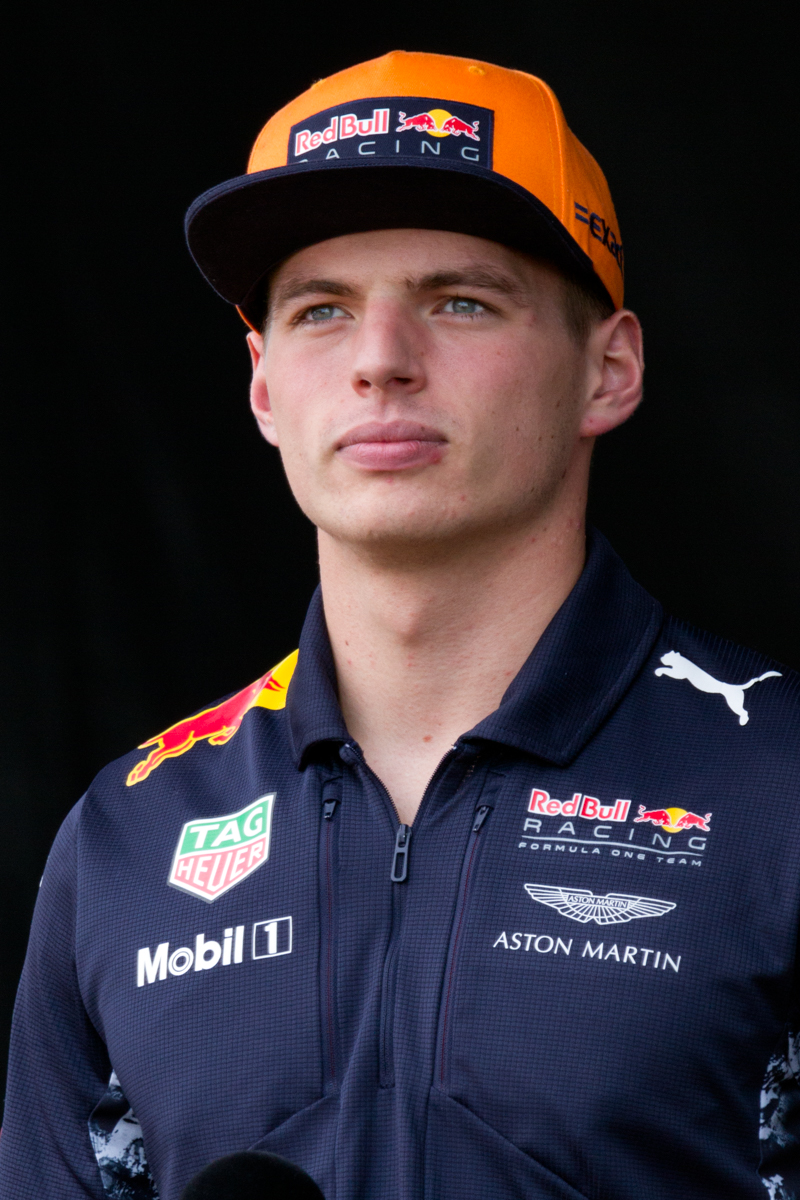
1. Max Verstappen
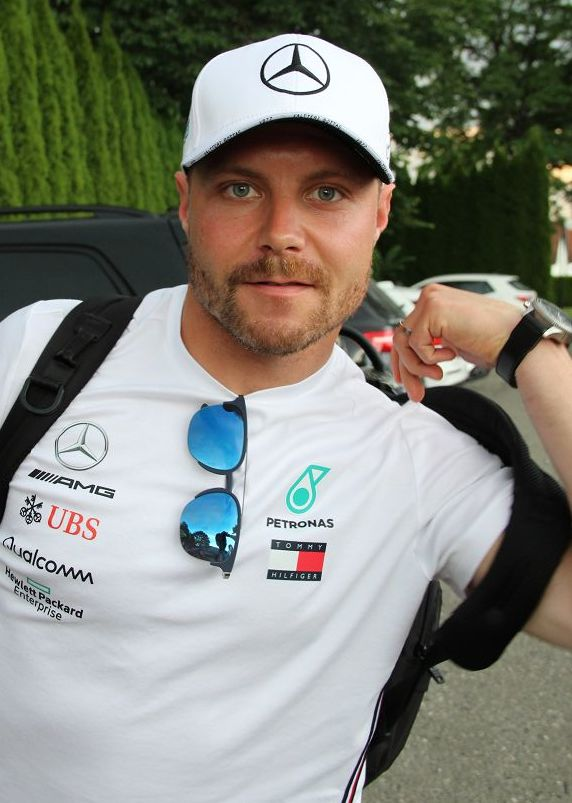
Geteilt auf 2: Valtteri Bottas,
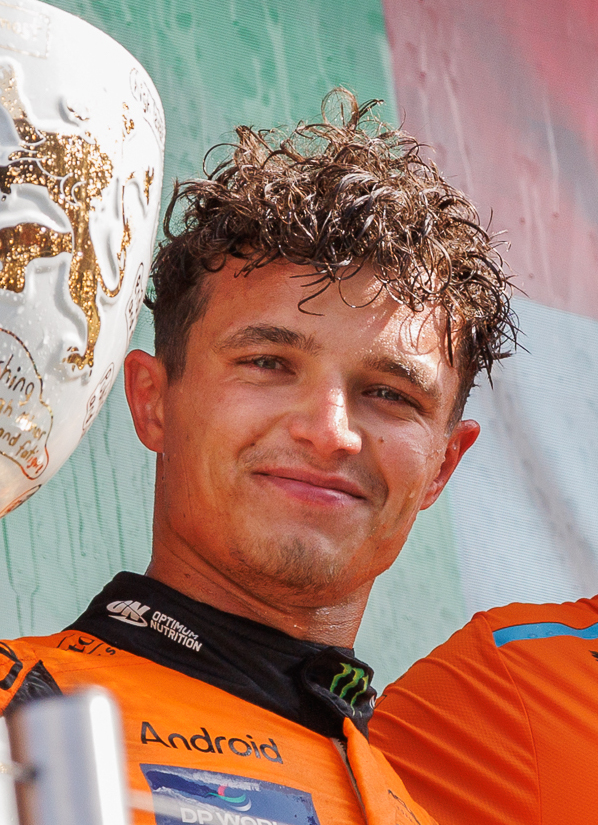
und Lando Norris

Datenstand: Großer Preis von Miami 2025
| Platz | Fahrer                | Nation                 | Siege | Starts | Quote   | von  | bis  | Siege je Konstrukteur | Konstrukteur 2025 |
| ----- | --------------------- | ---------------------- | ----- | ------ | ------- | ---- | ---- | --------------------- | ----------------- |
| 1     | Max Verstappen★★★★    | Niederlande            | 11    | 20     | 55,00 % | 2021 | 2025 | Red Bull (alle)       | Red Bull          |
| 2     | Valtteri Bottas       | Finnland               | 02    | 18     | 11,12 % | 2021 | 2024 | Mercedes (beide)      |                   |
| 0     | Oscar Piastri         | Australien             | 02    | 14     | 14,29 % | 2023 | 2025 | McLaren (beide)       | McLaren           |
| 0     | Lando Norris          | Vereinigtes Konigreich | 02    | 20     | 10,00 % | 2021 | 2025 | McLaren (beide)       | McLaren           |
| 5     | George Russell        | Vereinigtes Konigreich | 01    | 20     | 05,00 % | 2021 | 2025 | Mercedes              | Mercedes          |
| 0     | Lewis Hamilton★★★★★★★ | Vereinigtes Konigreich | 01    | 20     | 05,00 % | 2021 | 2025 | Ferrari               | Ferrari           |
| 0     | Sergio Perez          | Mexiko                 | 01    | 18     | 05,56 % | 2021 | 2024 | Red Bull              |                   |

★ = Anzahl der Weltmeistertitel

## Nach Nationen

Nation mit den meisten Sprint-Siegen: Niederlande

Die folgende Tabelle erfasst die Anzahl aller Sprint-Siege nach Fahrernationen aufgeschlüsselt. Zudem zeigt sie die Anzahl der Fahrer an, die jeweils für eine Nation erfolgreich waren, sowie die Namen der häufigsten Sprint-Sieger eines Landes.
Die Namen der Nationen, unter deren Flagge mindestens ein Fahrer für die Formel-1-Weltmeisterschaft 2025 unter Vertrag steht, sind grau hinterlegt.
Anmerkung: Als Fahrernation wird i. d. R. das Herkunftsland eines Fahrers bezeichnet. Dies muss nicht zwingend auch das Geburtsland des Piloten sein (siehe Jochen Rindt). In neuerer Zeit wird die Nation eines Fahrers danach bestimmt, mit welcher Lizenz er antritt (siehe Nico Rosberg).
Datenstand: Großer Preis von Miami 2025
| Platz | Nation                 | Siege | Doppel- siege | Fahrer | Erfolgreichste Fahrer (Siege)                           |
| ----- | ---------------------- | ----- | ------------- | ------ | ------------------------------------------------------- |
| 1     | Niederlande            | 11    | –             | 1      | Max Verstappen (alle)                                   |
| 2     | Vereinigtes Königreich | 04    | –             | 3      | Lando Norris (2), George Russell, Lewis Hamilton (je 1) |
| 3     | Finnland               | 02    | –             | 1      | Valtteri Bottas (beide)                                 |
| 0     | Australien             | 02    | –             | 1      | Oscar Piastri (beide)                                   |
| 5     | Mexiko                 | 01    | –             | 1      | Sergio Perez                                            |

unterstrichen = in der Saison 2025 aktive Fahrer

## Nach Konstrukteuren
Die folgende Tabelle erfasst die Anzahl aller Sprint-Siege nach Konstrukteuren aufgeschlüsselt. Zudem zeigt sie die Siegquote, mögliche Doppelsiege sowie erfolgreichsten Fahrer auf dem jeweiligen Konstrukteur an.
Die Konstrukteure, die für die Formel-1-Weltmeisterschaft 2025 eingeschrieben sind, sind grau hinterlegt.
Anmerkung: Die Liste führt dabei den Kurznamen des Konstrukteurs auf. Die Nation steht für das Land, mit dessen Lizenz der Konstrukteur antritt. Das muss nicht identisch sein mit dem Land, in dem der Konstrukteur seinen operativen Sitz hat.
Datenstand: Großer Preis von Miami 2025
| Platz | Konstrukteur | Nation                 | Siege | Starts | Quote   | Doppel- siege | von  | bis  | Erfolgreichste Fahrer (Siege)           |
| ----- | ------------ | ---------------------- | ----- | ------ | ------- | ------------- | ---- | ---- | --------------------------------------- |
| 1     | Red Bull     | Osterreich             | 12    | 20     | 60,00 % | 1             | 2021 | 2025 | Max Verstappen (11), Sergio Perez (1)   |
| 2     | McLaren      | Vereinigtes Konigreich | 4     | 20     | 20,00 % | 3             | 2021 | 2025 | Oscar Piastri, Lando Norris (je 2)      |
| 3     | Mercedes     | Deutschland            | 3     | 20     | 15,00 % | –             | 2021 | 2025 | Valtteri Bottas (2), George Russell (1) |
| 4     | Ferrari      | Italien                | 1     | 20     | 05,00 % | –             | 2021 | 2025 | Lewis Hamilton                          |

unterstrichen = in der Saison 2025 für den Konstrukteur aktive Fahrer

## Nach Motorenherstellern
Die Namen der Hersteller, deren Motoren für die Formel-1-Weltmeisterschaft 2025 in Kombination mit mindestens einem Konstrukteur eingeschrieben sind, sind grau hinterlegt. Die Spalte „Motorenhersteller“ führt den Kurznamen des Herstellers auf. In Klammern sind gegebenenfalls mögliche Alternativbezeichnungen genannt, unter denen der Hersteller in Teilzeiträumen Motoren lieferte oder bekannt war und die für diese Statistik berücksichtigt wurden.
Anmerkung: Die großen Motorenhersteller lieferten in der Vergangenheit eigene Triebwerke auch unter Sponsoringnamen oder sonstigen abweichenden Markennamen. Die Anzahl der Starts bezieht sich grundsätzlich auf die unter eigenem Namen gelieferten Motoren sowie die in Klammern genannten Alternativen. In den allermeisten Fällen traten zu den Rennen ohnehin auch die Originalfabrikate an, weswegen dies auf die Anzahl der Starts wenig Auswirkung hat.
Datenstand: Großer Preis von Miami 2025
| Platz | Motoren- hersteller | Nation                 | Siege | Starts | Quote   | Doppel- siege | von  | bis  | Erfolgreichste Fahrer (Siege)                                           |
| ----- | ------------------- | ---------------------- | ----- | ------ | ------- | ------------- | ---- | ---- | ----------------------------------------------------------------------- |
| 1     | RBPT (Honda RBPT)   | Vereinigtes Konigreich | 11    | 17     | 64,71 % | 1             | 2022 | 2025 | Max Verstappen (10), Sergio Perez (1)                                   |
| 2     | Mercedes            | Deutschland            | 07    | 20     | 35,00 % | 3             | 2021 | 2025 | Valtteri Bottas, Oscar Piastri, Lando Norris (je 2), George Russell (1) |
| 3     | Ferrari             | Italien                | 01    | 20     | 05,00 % | –             | 2021 | 2025 | Lewis Hamilton                                                          |
| 0     | Honda               | Japan                  | 01    | 03     | 33,33 % | –             | 2021 | 2021 | Max Verstappen                                                          |

unterstrichen = in der Saison 2025 für den Hersteller aktive Fahrer
1. ↑  2022 zunächst als RBPT angetreten mit dem übernommenen Motor von Honda. Seit 2023 als Honda RBPT.
2. ↑  Produktionsstandort anfangs in Stuttgart, nach dem Wiedereinstieg ab 1993 bei Ilmor Engineering, die zuvor auch als eigenständiger Motorenlieferant auftraten. Bis 2005 übernahm Mercedes das Unternehmen vollständig (heute Mercedes AMG HPP).